# Iván Ilariónovich Vorontsov

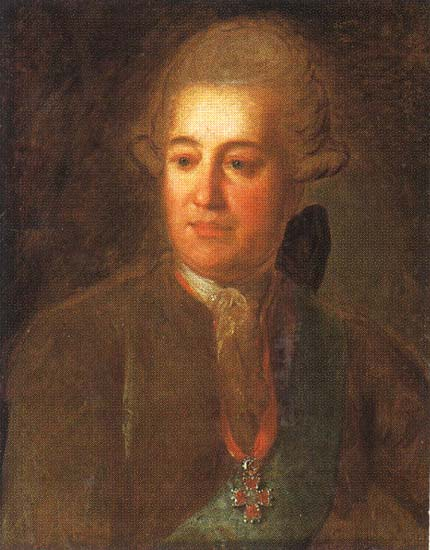
Caballero de la cámara de pedro IIIOrden de santa Ana

Iván lariónovic Vorontsov (1719-1786) - senador, chambelán interino, presidente del Colegio Patrimonial de Moscú.

## Biografía
Iván Ilariónovich Vorontsov era tío de la princesa Catalina Dáshkova y hermano joven del canciller Mijaíl Ilariónovich Vorontsov y del General en jefe Romano Ilariónovich Vorontsov.
Su hermano mayor Mijaíl Ilariónovich Vorontsov participó en el golpe de Estado palaciego a favor de Isabel I de Rusia en noviembre de 1741 . El golpe contribuyó al ascenso de los hermanos Vorontsov.
Iván Ilariónovic Vorontsov fue ascendido a capitán del Regimiento preobrajensky en 1753 Two Dos años más tarde, se convirtió en caballero de la Cámara de Pedro III.
Entonces Vorontsov fue elevado, a petición de Isabel I de Rusia, al título de Conde en 1760.
Con el ascenso al trono de Pedro III de Rusia, fue ascendido al rango de Teniente General.
Vorontsov se casó con María Artemevna Volinskaya (hija de A. Volinsky) en 1745. Tuvieron cinco hijos:
- Artemiy Ivanovich Vorontsov (1748-1813),
- Anna Ivanovna Vorontsova (1750-1807),
- Evdokia (Avdotya) Ivanovna Vorontsova (1755-1824),
- Ilarion Ivanovich Vorontsov (1760-1790),
- Ulyana Ivanovna Vorontsova (1767-murió I infancia).

Premios de Iván Ilariónovic Vorontsov:
- Orden de Santa Ana,
- Orden del Águila Blanca (Polonia).